# Сноуборд на Универсиадах
Соревнования по сноуборду проводятся на зимних Универсиадах начиная с 1995 года для мужчин и женщин (кроме 1997 года).

## Виды соревнований
|                                | 95      | 97      | 99      | 01      | 03      | 05      | 07      | 09      | 11      | 13      | 15      | 17      | 19      | Годы    |
| Мужчины                        | Мужчины | Мужчины | Мужчины | Мужчины | Мужчины | Мужчины | Мужчины | Мужчины | Мужчины | Мужчины | Мужчины | Мужчины | Мужчины | Мужчины |
| ------------------------------ | ------- | ------- | ------- | ------- | ------- | ------- | ------- | ------- | ------- | ------- | ------- | ------- | ------- | ------- |
| Гигантский слалом              | X       |         | X       | X       | X       |         | X       |         | X       |         |         |         |         | 6       |
| Параллельный гигантский слалом | X       |         |         |         |         | X       |         | X       |         | X       | X       | X       | X       | 7       |
| Параллельный слалом            |         |         |         | X       |         |         |         |         |         |         |         | X       | X       | 3       |
| Биг-эйр                        |         |         |         |         |         | X       |         | X       |         |         |         | X       |         | 3       |
| Хафпайп                        |         |         | X       | X       | X       | X       | X       | X       | X       | X       | X       |         | X       | 10      |
| Слоупстайл                     |         |         |         |         |         |         |         |         | X       | X       | X       | X       | X       | 5       |
| Сноуборд-кросс                 |         |         | X       | X       | X       | X       | X       | X       | X       | X       | X       | X       | X       | 11      |
| Женщины                        |         |         |         |         |         |         |         |         |         |         |         |         |         |         |
| Гигантский слалом              | X       |         | X       | X       | X       |         | X       |         | X       |         |         |         |         | 6       |
| Параллельный гигантский слалом | X       |         |         |         |         | X       |         | X       |         | X       | X       | X       | X       | 7       |
| Параллельный слалом            |         |         |         | X       |         |         |         |         |         |         |         | X       | X       | 3       |
| Биг-эйр                        |         |         |         |         |         |         |         |         |         |         |         | X       |         | 1       |
| Хафпайп                        |         |         | X       | X       | X       | X       | X       | X       | X       | X       | X       |         | X       | 10      |
| Слоупстайл                     |         |         |         |         |         |         |         |         | X       | X       | X       | X       | X       | 5       |
| Сноуборд-кросс                 |         |         | X       | X       | X       | X       | X       | X       | X       | X       | X       | X       | X       | 11      |
|                                |         |         |         |         |         |         |         |         |         |         |         |         |         |         |
| Всего                          | 4       | —       | 6       | 8       | 6       | 7       | 6       | 7       | 8       | 8       | 8       | 10      | 10      |         |

## Призёры соревнований

### Мужчины

#### Гигантский слалом
| Год       | Золото                          | Серебро                         | Бронза                          |
| --------- | ------------------------------- | ------------------------------- | ------------------------------- |
| 1995      | Jeffrey Greenwood               | Alex Andreis                    | Ryan Mullen                     |
| 1997      | не было в программе Универсиады | не было в программе Универсиады | не было в программе Универсиады |
| 1999      | Federico Parini                 | Mitch Baker                     | Boian Grebencharski             |
| 2001      | Michael Dabringer               | Klemen Razinger                 | Christian Hanselmann            |
| 2003      | Michael Dabringer               | Dimitri Vaitkous                | Manuel Geiler                   |
| 2005      | не было в программе Универсиады | не было в программе Универсиады | не было в программе Универсиады |
| 2007      | Рок Маргуч                      | Жан Кошир                       | Сильвен Дюфур                   |
| 2009      | не было в программе Универсиады | не было в программе Универсиады | не было в программе Универсиады |
| 2011      | Kim Sang-Kyum                   | Sebastian Kislinger             | Невин Гальмарини                |
| 2013—2019 | не было в программе Универсиады | не было в программе Универсиады | не было в программе Универсиады |

#### Параллельный гигантский слалом
| Год       | Золото                          | Серебро                         | Бронза                          |
| --------- | ------------------------------- | ------------------------------- | ------------------------------- |
| 1995      | Jeffrey Greenwood               | Thomas Mossner                  | Ryan Mullen                     |
| 1997—2003 | не было в программе Универсиады | не было в программе Универсиады | не было в программе Универсиады |
| 2005      | Thomas Lienbacher               | Жан Кошир                       | Bojan Grebencharski             |
| 2007      | не было в программе Универсиады | не было в программе Универсиады | не было в программе Универсиады |
| 2009      | Viktor Kulikov                  | Andreas Lausegger               | Alex Deubl                      |
| 2011      | не было в программе Универсиады | не было в программе Универсиады | не было в программе Универсиады |
| 2013      | Sebastian Kislinger             | Aaron March                     | Тим Мастнак                     |
| 2015      | Daniel Weis                     | Choi Bo-gun                     | Alexander Payer                 |
| 2017      | Богдан Богданов                 | Vladislav Shkurikhin            | Oleksandr Belinskyy             |
| 2019      | Oskar Kwiatkowski               | Michał Nowaczyk                 | Дмитрий Сарсембаев              |

#### Параллельный слалом
| Год       | Золото                          | Серебро                         | Бронза                          |
| --------- | ------------------------------- | ------------------------------- | ------------------------------- |
| 1995—1999 | не было в программе Универсиады | не было в программе Универсиады | не было в программе Универсиады |
| 2001      | Christian Hanselmann            | Andras Zarandy                  | Remo Diethelm                   |
| 2003—2015 | не было в программе Универсиады | не было в программе Универсиады | не было в программе Универсиады |
| 2017      | Богдан Богданов                 | Oskar Kwiatkowski               | Oleksandr Belinskyy             |
| 2019      | Дмитрий Сарсембаев              | Dmitry Karlagachev              | Ли Сан Хо                       |

#### Биг-эйр
| Год       | Золото                          | Серебро                         | Бронза                          |
| --------- | ------------------------------- | ------------------------------- | ------------------------------- |
| 1995—2003 | не было в программе Универсиады | не было в программе Универсиады | не было в программе Универсиады |
| 2005      | Dominik Hoerner                 | Matevz Pristavec                | Raphael Delfour                 |
| 2007      | не было в программе Универсиады | не было в программе Универсиады | не было в программе Универсиады |
| 2009      | Kazuhiro Kokubo                 | Pekka Ruokanen                  | Dmitri Mindrul                  |
| 2011—2015 | не было в программе Универсиады | не было в программе Универсиады | не было в программе Универсиады |
| 2017      | Mikhail Matveev                 | Joss Mcalpin                    | Martin Mikyska                  |
| 2019      | не было в программе Универсиады | не было в программе Универсиады | не было в программе Универсиады |

#### Хафпайп
| Год       | Золото                          | Серебро                         | Бронза                          |
| --------- | ------------------------------- | ------------------------------- | ------------------------------- |
| 1995—1997 | не было в программе Универсиады | не было в программе Универсиады | не было в программе Универсиады |
| 1999      | Martin Krebernik                | Simon Raess                     | Thomas Rauch                    |
| 2001      | Hayato Doi                      | Wojciech Pająk                  | Matus Hubka                     |
| 2003      | Daisuke Murakami                | Wojciech Pająk                  | Hayato Doi                      |
| 2005      | Brendan Davis                   | Philipp Holleis                 | Michał Ligocki                  |
| 2007      | Michał Ligocki                  | Brendan Davis                   | Juha Kinnunen                   |
| 2009      | Kazuhiro Kokubo                 | Kim Ho-jun                      | Zeng Xiaoye                     |
| 2011      | Рё Аоно                         | Kazuumi Fujita                  | Kim Ho-jun                      |
| 2013      | Рубен Верхес                    | Hu Yi                           | Rafael Imhof                    |
| 2015      | Аюму Нэдэфудзи                  | Zachary Black                   | Broc Waring                     |
| 2017      | не было в программе Универсиады | не было в программе Универсиады | не было в программе Универсиады |
| 2019      | Никита Автанеев                 | Kweon Lee-jun                   | Axel Thelen                     |

#### Слоупстайл
| Год       | Золото                          | Серебро                         | Бронза                          |
| --------- | ------------------------------- | ------------------------------- | ------------------------------- |
| 1995—2009 | не было в программе Универсиады | не было в программе Универсиады | не было в программе Универсиады |
| 2011      | соревнование было отменено      | соревнование было отменено      | соревнование было отменено      |
| 2013      | Philippe Haenni                 | Billy Wandling                  | Rafael Imhof                    |
| 2015      | Petr Horák                      | Piotr Janosz                    | Martin Mikyska                  |
| 2017      | Mikhail Matveev                 | Aleksi Partanen                 | Martin Mikyska                  |
| 2019      | Антон Мамаев                    | Влад Хадарин                    | Axel Thelen                     |

#### Сноуборд-кросс
| Год       | Золото                          | Серебро                         | Бронза                          |
| --------- | ------------------------------- | ------------------------------- | ------------------------------- |
| 1995—1997 | не было в программе Универсиады | не было в программе Универсиады | не было в программе Универсиады |
| 1999      | Michi Toelderer                 | Christian Hanselmann            | Denis Zezin                     |
| 2001      | Thomas Tengg                    | Manuel Geiler                   | Juerg Ackerman                  |
| 2003      | Michal Novotný                  | Boris Melquiot                  | Xavier Perret                   |
| 2005      | Hans-Joerg Unterrainer          | Sascha Duff                     | Поль-Анри де Ле Рю              |
| 2007      | Léo Trespeuch                   | Андрей Болдыков                 | Lorenzo Semino                  |
| 2009      | Andreas Lausegger               | Marcin Bocian                   | Clemens Bolli                   |
| 2011      | Konstantin Schad                | Омар Визинтин                   | Federico Raimo                  |
| 2013      | Ханно Душан                     | Николай Олюнин                  | Leo Trespeuch                   |
| 2015      | Николай Олюнин                  | Алессандро Хеммерле             | Nathan Birrien                  |
| 2017      | Léo Le Ble                      | Guilhem Apilli                  | Sandro Perrenoud                |
| 2019      | Will Malisch                    | Даниил Дильман                  | Yoshiki Takahara                |

### Женщины

#### Гигантский слалом
| Год       | Золото                          | Серебро                         | Бронза                          |
| --------- | ------------------------------- | ------------------------------- | ------------------------------- |
| 1995      | Chiristine Gutter               | Katja Gornik                    | Madeleine Hengee                |
| 1997      | не было в программе Универсиады | не было в программе Универсиады | не было в программе Универсиады |
| 1999      | Małgorzata Kukucz               | Christine Gutter                | Melina Holzer                   |
| 2001      | Damiana Kacafura                | Светлана Болдыкова              | Maria Dimova                    |
| 2003      | Julie Pomagalski                | Anna Heiramo                    | Blanca Isielonis                |
| 2005      | не было в программе Универсиады | не было в программе Универсиады | не было в программе Универсиады |
| 2007      | Коринна Боккачини               | Светлана Болдыкова              | Даниела Мойли                   |
| 2009      | не было в программе Универсиады | не было в программе Универсиады | не было в программе Универсиады |
| 2011      | Селина Йёрг                     | Аннамари Чундак                 | Глория Котник                   |
| 2013—2019 | не было в программе Универсиады | не было в программе Универсиады | не было в программе Универсиады |

#### Параллельный гигантский слалом
| Год       | Золото                          | Серебро                         | Бронза                          |
| --------- | ------------------------------- | ------------------------------- | ------------------------------- |
| 1995      | Chiristine Gutter               | Katja Gornik                    | Kyre Byram                      |
| 1997—2003 | не было в программе Универсиады | не было в программе Универсиады | не было в программе Универсиады |
| 2005      | Florine Valdenaire              | Romy Pletzer                    | Коринна Боккачини               |
| 2007      | не было в программе Универсиады | не было в программе Универсиады | не было в программе Универсиады |
| 2009      | Anja Puggl                      | Shohko Miyatake                 | Karolina Sztokfisz              |
| 2011      | не было в программе Универсиады | не было в программе Универсиады | не было в программе Универсиады |
| 2013      | Юлия Дуймовиц                   | Сабин Шёффман                   | Селина Йёрг                     |
| 2015      | Патриция Куммер                 | Селина Йёрг                     | Надя Очнер                      |
| 2017      | Александра Круль                | Аннамари Данча                  | Karolina Sztokfisz              |
| 2019      | Jeong Hae-rim                   | Милена Быкова                   | Наталья Соболева                |

#### Параллельный слалом
| Год       | Золото                          | Серебро                         | Бронза                          |
| --------- | ------------------------------- | ------------------------------- | ------------------------------- |
| 1995—1999 | не было в программе Универсиады | не было в программе Универсиады | не было в программе Универсиады |
| 2001      | Blanka Isielonis                | Светлана Болдыкова              | Damiana Kacafura                |
| 2003—2015 | не было в программе Универсиады | не было в программе Универсиады | не было в программе Универсиады |
| 2017      | Weronika Biela                  | Maggie Carrigan                 | Karolina Sztokfisz              |
| 2019      | Милена Быкова                   | Наталья Соболева                | Jeong Hae-rim                   |

#### Биг-эйр
| Год       | Золото                          | Серебро                         | Бронза                          |
| --------- | ------------------------------- | ------------------------------- | ------------------------------- |
| 1995—2015 | не было в программе Универсиады | не было в программе Универсиады | не было в программе Универсиады |
| 2017      | Anastasia Loginova              | Elena Kostenko                  | Katarzyna Rusin                 |
| 2019      | не было в программе Универсиады | не было в программе Универсиады | не было в программе Универсиады |

#### Хафпайп
| Год       | Золото                          | Серебро                         | Бронза                          |
| --------- | ------------------------------- | ------------------------------- | ------------------------------- |
| 1995—1997 | не было в программе Универсиады | не было в программе Универсиады | не было в программе Универсиады |
| 1999      | Maria Schumacher                | Arantxa Gandiaga                | Vanessa Tinney                  |
| 2001      | Aude Combelles                  | Andrea Schuler                  | Vanessa Tinney                  |
| 2003      | Annette Steinbauer              | Alessia Follador                | Vanessa Tinney                  |
| 2005      | Паулина Лигоцкая                | Pan Lei                         | Saana Pehkonen                  |
| 2007      | Паулина Лигоцкая                | Pan Lei                         | Lu Xiaoxiao                     |
| 2009      | Лю Цзяюй                        | Сунь Чжифэн                     | Chen Xu                         |
| 2011      | Цай Сюэтун                      | Софи Родригес                   | Li Shuang                       |
| 2013      | Li Shuang                       | Сунь Чжифэн                     | Xu Xiujuan                      |
| 2015      | Цай Сюэтун                      | Керальт Кастельет               | Карла Сомайни                   |
| 2017      | не было в программе Универсиады | не было в программе Универсиады | не было в программе Универсиады |
| 2019      | Куруми Имаи                     | Qiu Leng                        | Wu Shaotong                     |

#### Слоустайл
| Год       | Золото                          | Серебро                         | Бронза                          |
| --------- | ------------------------------- | ------------------------------- | ------------------------------- |
| 1995—2009 | не было в программе Универсиады | не было в программе Универсиады | не было в программе Универсиады |
| 2011      | соревнование было отменено      | соревнование было отменено      | соревнование было отменено      |
| 2013      | Natalie Good                    | Карла Сомайни                   | Caroline Hoeckel                |
| 2015      | Celia Petrig                    | Courtney Cox                    | Marion Haerty                   |
| 2017      | Katarzyna Rusin                 | Amber Arazny                    | Anastasia Loginova              |
| 2019      | Elena Kostenko                  | Anastasia Loginova              | Ekaterina Kosova                |

#### Сноуборд-кросс
| Год       | Золото                          | Серебро                         | Бронза                          |
| --------- | ------------------------------- | ------------------------------- | ------------------------------- |
| 1995—1997 | не было в программе Универсиады | не было в программе Универсиады | не было в программе Универсиады |
| 1999      | Melina Holzer                   | Bettina Koeffler                | Małgorzata Kukucz               |
| 2001      | Simone Bachmann                 | Claudia Heusermann              | Klaudyna Mikołajczyk            |
| 2003      | Julie Pomagalski                | Kathrin Kellenberger            | Ольга Голованова                |
| 2005      | Morgane Fleury                  | Alexandra Sock                  | Corinne Mottu                   |
| 2007      | Diane Thermoz Liaudy            | Delphine Carponcin              | Raffaella Brutto                |
| 2009      | Claire Chapotot                 | Klára Koukalová                 | Raffaella Brutto                |
| 2011      | Klára Koukalová                 | Claire Chapotot                 | Martina Krejčová                |
| 2013      | Ева Самкова                     | Kateřina Chourová               | Zuzanna Smykała                 |
| 2015      | Александра Жекова               | Хлоя Треспёш                    | Симона Майлер                   |
| 2017      | Sarah Devassoux                 | Miriam Wuffli                   | Kateřina Chourová               |
| 2019      | Кристина Пауль                  | Aleksandra Parshina             | Audrey McManiman                |

## Медальный зачёт
суммарно медали для страны во всех видах соревнований
| Место           | Страна           | Золото | Серебро | Бронза | Всего |
| --------------- | ---------------- | ------ | ------- | ------ | ----- |
| 1               | Австрия          | 14     | 8       | 3      | 25    |
| 2               | Россия           | 13     | 15      | 7      | 35    |
| 3               | Польша           | 9      | 6       | 9      | 24    |
| 4               | Франция          | 9      | 6       | 6      | 21    |
| 5               | Швейцария        | 8      | 8       | 14     | 30    |
| 6               | Япония           | 7      | 2       | 2      | 11    |
| 7               | Германия         | 5      | 3       | 6      | 14    |
| 8               | Китай            | 4      | 6       | 6      | 16    |
| 9               | Чехия            | 4      | 2       | 5      | 11    |
| 10              | Словения         | 2      | 6       | 4      | 12    |
| 11              | Италия           | 2      | 5       | 5      | 12    |
| 12              | США              | 2      | 4       | 6      | 12    |
| 13              | Республика Корея | 2      | 3       | 3      | 8     |
| 14              | Канада           | 2      | 2       | 1      | 5     |
| 15              | Испания          | 1      | 2       | 0      | 3     |
| 16              | Болгария         | 1      | 0       | 3      | 4     |
| 17              | Новая Зеландия   | 1      | 0       | 0      | 1     |
| 18              | Финляндия        | 0      | 3       | 4      | 7     |
| 19              | Украина          | 0      | 2       | 2      | 4     |
| 20              | Австралия        | 0      | 2       | 0      | 2     |
| 21              | Венгрия          | 0      | 1       | 0      | 1     |
| Всего стран: 21 | Всего стран: 21  | 86     | 86      | 86     | 258   |